# Memecylon afzelii
Memecylon afzelii là một loài thực vật có hoa trong họ Mua. Loài này được G. Don mô tả khoa học đầu tiên năm 1832.